# Alpenkönigroute

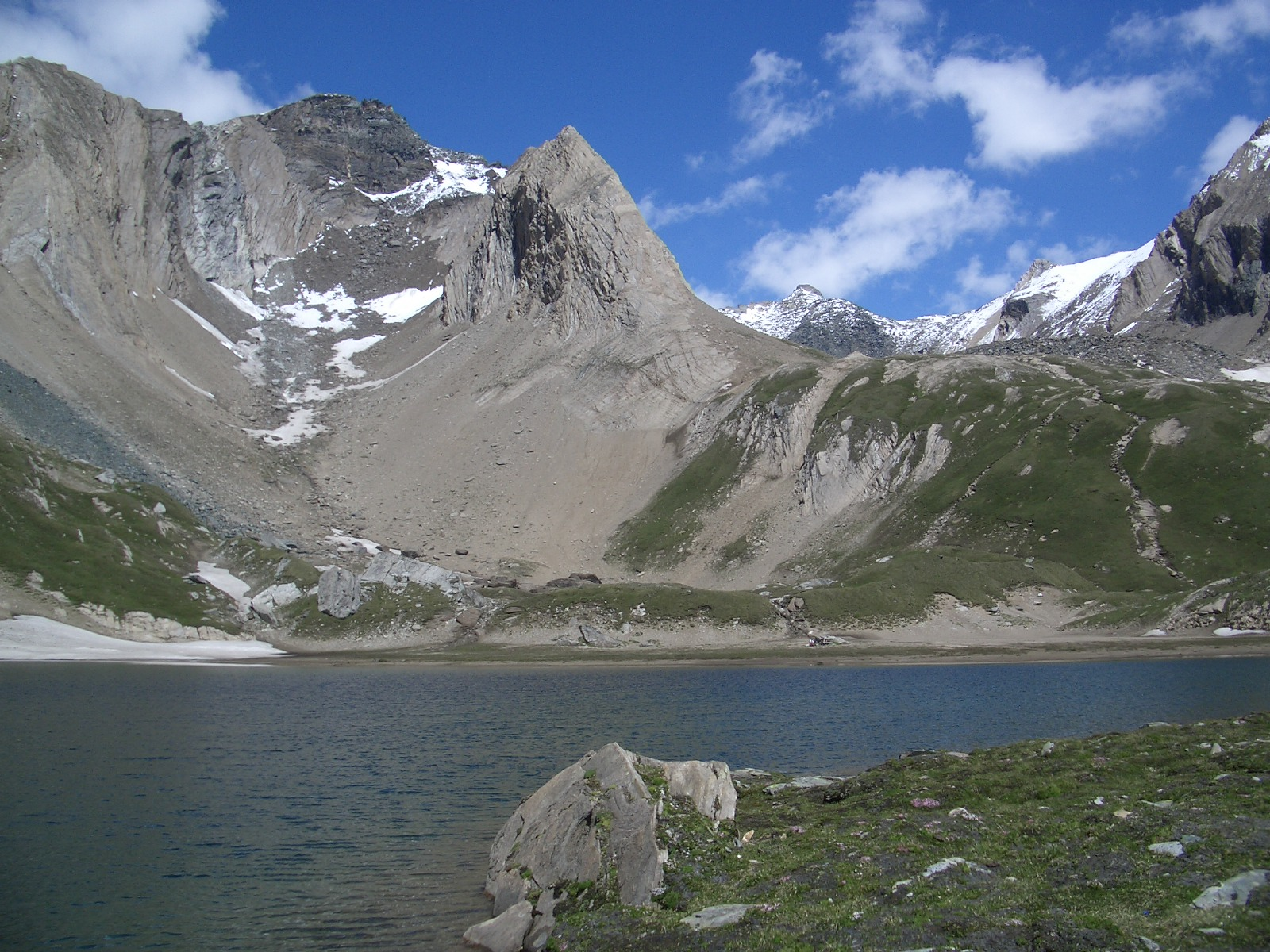
Einsamer Bergsee am Alpenkönigweg

Die Alpenkönigroute (auch Alpenkönigweg genannt) ist ein hochalpiner Übergang in der Venedigergruppe in Osttirol und führt von der Essener-Rostocker Hütte (2208 m ü. A.) im Maurertal zur Clarahütte (2038 m ü. A.). 
Höchster Punkt ist auf 2873 m die Einsattelung  zwischen 
Quirl und Ogasilspitze.
Der Übergang ist gletscherfrei, erfordert aber absolute Trittsicherheit und sollte nur mit  Bergführer begangen werden, da er nicht markiert ist. Auf älteren Karten ist der Weg manchmal noch fälschlicherweise als markiert gekennzeichnet. Die Wegmarkierung wurde dabei bewusst nicht erneuert, da der Weg sehr gefährlich ist. Insbesondere der Abstieg ins Umbaltal zur Clarahütte ist schwer zu finden und es handelt sich um sehr steiles Schrofengelände, das bei Nässe rasch unbegehbar wird.
Der Weg beeindruckt vor allem durch die wilde und ursprüngliche Landschaft und ist sehr einsam. Als Gehzeit sind gut 7 Stunden zu veranschlagen.

## Geschichte
Ein sehr erfahrener Bergführer aus Prägraten am Großvenediger namens Alois Berger, der aufgrund seiner großen Erfahrung und seiner exzellenten Ortskenntnisse der Berge seiner Heimat als „Alpenkönig“ bezeichnet wurde und wird, gab dieser Route seinen Namen. 
Alois Berger hat die Route erkundet, gefunden und somit erstbegangen. Davor gab es, ohne ins Tal abzusteigen, keine gletscherfreie Verbindung zwischen der Clarahütte und der Essener-Rostocker-Hütte. Der Antrieb des Alois Berger war, einen eisfreien Übergang zwischen den beiden Hütten zu finden, der „nur“ bergsteigerisches Können erfordert, nicht aber angeseiltes Gehen über spaltenreiche Gletscher.